# Daichi Kawashima
Daichi Kawashima (født 21. november 1986) er en japansk fodboldspiller, som spiller for den japanske fodboldklub Giravanz Kitakyushu.